# A mostoha (teleregény, 2022)
A mostoha (eredeti cím:
La Madrastra) 2022-es mexikói teleregény, amelyet Gabriela Ortigoza alkotott. A sorozat a 2005-ös, azonos című mexikói telenovella feldolgozása. A főbb szerepekben Aracely Arámbula és Andrés Palacios látható.
Mexikóban 2022. augusztus 15-e és október 21-e között a Las Estrellas, Magyarországon a TV2 mutatta be 2023. augusztus 28-a és 2023. november 7-e között.

## Cselekmény
A mostoha (La madrastra) Marcia Cisneros (Aracely Arámbula) történetét meséli el, akit igazságtalanul ítéltek el egy olyan bűnért, amit nem követett el, és amiért 35 év börtönbüntetésre ítélték el. Esteban Lombardo (Andrés Palacios), a férje gyilkosnak tartja, ezért sorsára hagyja a nőt, és elválik tőle. Biztos az ártatlanságában és abban, hogy a gyilkos a férje barátai között rejtőzik, Marcia jogot tanul, míg börtönben van, hogy újranyithassa az ügyet. Húsz évvel később egy ügyvédnek sikerül elérnie, hogy szabadon engedjék, és visszatér Mexikóba, hogy tisztára mossa a nevét és viszontlássa gyermekeit, ám ők úgy tudják, meghalt. Marcia küzdeni fog azért, hogy visszaszerezze családját és bebizonyítsa ártatlanságát Marissa Jones személyazonossága alatt, és végignyomoztatja az összes lehetséges gyanúsította, mindeközben pedig saját gyermekei mostohájává kell válnia...

## Szereplők

### Főszereplők
| Színész              | Szereplő                                        | Magyar hang        |
| -------------------- | ----------------------------------------------- | ------------------ |
| Aracely Arámbula     | Marcia Cisneros Díaz de Lombardo / Marisa Jones | Zakariás Éva       |
| Andrés Palacios      | Esteban Lombardo Fuentes                        | Crespo Rodrigo     |
| Marisol del Olmo     | Lucrecia Lombardo Fuentes                       | Roatis Andrea      |
| Juan Carlos Barreto  | José Jaramillo atya                             | Galbenisz Tomasz   |
| Martha Julia         | Florencia Linares de Tejada                     | Hámori Eszter      |
| Marco Treviño        | Donato Rivas                                    | Pusztaszeri Kornél |
| Cecilia Gabriela     | Emilia Zetina de Rivas                          | Náray Erika        |
| Juan Martín Jáuregui | Bruno Tejeda                                    | Seder Gábor        |
| Isadora González     | Inés Lombardo Fuentes                           | Mezei Kitty        |
| Denia Agalianou      | Paula Ferrer Zetina                             | Kelemen Kata       |
| Eduardo España       | Rufino González "El Tortuga"                    | Szokol Péter       |
| Montserrat Marañón   | Cándida García de Núñez                         | Farkasinszky Edit  |
| Ricardo Fastlicht    | Francisco "Pancho" Nuñez                        |                    |
| Epy Velez            | Violeta Pardo                                   | Sipos Eszter Anna  |
| Carmen Muga          | Alba Bermejo                                    | Andrádi Zsanett    |
| Adrián Di Monte      | Álvaro González                                 | Hám Bertalan       |
| Iker Madrid          | Grófnő                                          |                    |
| Alberto Pavón        | Iñaki Arnella                                   | Fekete Zoltán      |
| David Caro Levy      | Hugo Lombardo Cisneros                          | Czető Roland       |
| Ana Tena             | Lucía Lombardo Cisneros                         | Hermann Lilla      |
| Emiliano González    | Rafael Lombardo Cisneros                        | Czető Ádám         |
| Julia Urbini         | Celia Nuñez                                     | Kardos Eszter      |
| Sebastián Fouilloux  | Omar Escalante Macías                           | Renácz Zoltán      |
| Christopher Valencia | Pablo Núñez García                              | Penke Bence        |
| José Elías Moreno    | Santino González                                | Forgács Gábor      |

### Mellékszereplők
| Színész         | Szereplő          | Magyar hang             |
| --------------- | ----------------- | ----------------------- |
| Gabriel Soto    | Nicolás Escalante | Moser Károly            |
| Vilma Sotomayor | Rebeca Escalante  | Solecki Janka           |
| Pedro Prieto    | Antonio Gil       |                         |
| Palmeira Cruz   | Betina Mena       | Csifó Dorina            |
| Diego Soldano   | Gaspar Iglesias   | Papp Dániel             |
| Carmen Delgado  | Teniente Acuña    |                         |
| Karla Gaytán    | Jimena Gil        | Dolmány Bogdányi Korina |

### Magyar változat
- Magyar szöveg: Seres Bernadett
- Felvevő hangmérnök: Rozmán Máté
- Hangmérnök és vágó: Papp Krisztián
- Gyártásvezető: Farkas Márta
- Szinkronrendező: Hirth Ildikó
- Szinkronstúdió: Direct Dub Studios
- Megrendelő: TV2 Csoport

## Évados áttekintés
| Évad | Évad | Epizódok száma | Eredeti sugárzás    | Eredeti sugárzás  | Eredeti sugárzás | Magyar sugárzás     | Magyar sugárzás   | Magyar sugárzás |
| Évad | Évad | Epizódok száma | Évadpremier         | Évadfinálé        | Eredeti adó      | Évadpremier         | Évadfinálé        | Magyar adó      |
| ---- | ---- | -------------- | ------------------- | ----------------- | ---------------- | ------------------- | ----------------- | --------------- |
|      | 1.   | 50             | 2022. augusztus 15. | 2022. október 21. |                  | 2023. augusztus 28. | 2023. november 7. | TV2             |

## A sorozat készítése
2018 októberében bejelentették, hogy a sorozat a Fábrica de sueños feldolgozásainak  része lesz.  2022 májusában a sorozatot a 2022–2023-as televíziós szezon Univision keretében mutatták be, a főszerepekben pedig Aracely Arámbulat és Andrés Palaciost jelentették be.  A forgatás 2022. június 6-án kezdődött.

## Nemzetközi bemutató
| Ország                    | Csatorna   | Első rész           | Utolsó rész        | Megjegyzés          |
| ------------------------- | ---------- | ------------------- | ------------------ | ------------------- |
| Amerikai Egyesült Államok | Univision  | 2022. október 17.   | 2023. január 5.    | hétfő-péntek, 21:30 |
| Kolumbia                  | Caracol TV | 2023. január 24.    | 2023. március 28.  | hétfő-péntek, 17:00 |
| Franciaország             | Novelas TV | 2023. április 1.    | 2023. június 28.   |                     |
| Románia                   | Acasa TV   |                     |                    | hétfő-péntek, 12:00 |
| Magyarország              | TV2        | 2023. augusztus 28. | 2023. november 07. | hétfő-péntek, 14:35 |
| Bulgária                  | bTV Story  | 2023. december 14.  | 2024.              | hétfő-péntek, 17:00 |

## Érdekességek
- Martha Julia és Cecilia Gabriela a sorozat 2005-ös változatában is szerepeltek. Ráadásul Cecilia Gabriela ugyanazt a karaktert alakítja az új verzióban, mint a 2005-ös változatban.

## Díjak és jelölések

### TV Adicto Golden Awards 2022
| Kategória           | Jelölt                                                                                    | Eredmény |
| ------------------- | ----------------------------------------------------------------------------------------- | -------- |
| Legjobb női csillag | Aracely Arámbula                                                                          | Elnyerte |
| Legjobb adaptáció   | Rosa Salazar Arenas, Ricardo Tejeda, Fermín Zúñiga, Anthony Martínez y Juan Carlos Tejeda | Elnyerte |